# 董荷斌
董荷斌（Ho-Pin Tung，1982年12月4日—），是一名華裔荷蘭籍赛车手，现时持中國赛车驾驶执照参赛。
2017年勒芒24小时耐力赛上，董荷斌驾驶耀莱成龙DC车队38号赛车取得LMP2组别冠军及全场第2位，帮助耀莱成龙DC车队成为第一支在勒芒24小时耐力赛中获得组别胜利的中国车队。同时，他也是第一位华裔F1测试车手。

## 生平

### 早期经历及低级别方程式生涯（2007年前）
董荷斌出生于荷兰阿纳姆附近的小镇威尔浦（Velp）。其祖父母是第一批到荷兰的温州移民，其父亲董锡华、母亲陈爱莲以开中国餐馆为生。
董荷斌在7岁时首次驾驶卡丁车，并于1997年开始在荷兰参加卡丁车比赛，随后逐渐向单座方程式车手方向发展。
2001年，董荷斌参加福特方程式比赛。2002年，他参加了宝马方程式赛葡萄牙站的比赛，取得第二名的成绩。但2003年，他从鹿特丹的一所大学退学，参加首届宝马亚洲方程式(Formula BMW Asia)的比赛。在全年14站的比赛当中，董荷斌12次获得杆位，并10次获得冠军，成为首届宝马亚洲方程式年度总冠军。
2003年10月26日，当时与宝马有合作关系的威廉姆斯车队宣布董荷斌成为车队试车手，而董荷斌于同年12月11日为威廉姆斯车队参加了当年度冬季的测试，由此董荷斌成为第一位华裔F1测试车手，还曾代表威廉姆斯车队在2004年中国大奖赛周末出席活动。
2004年董荷斌加盟荷兰VAR车队，参加该年度的德国F3比赛。在全年的18轮比赛当中，董荷斌四次站上领奖台，取得两次亚军，两次季军，最终取得年度第七名。
同年11月，董荷斌还参加了澳门举行的F3比赛。排位赛中由于受到多次碰撞的影响，他只能排在第29名发车。但他在比赛中不断超越对手，最后上升13个位置，以第16名的成绩完赛。同年，董荷斌还成为「中荷旅游亲善大使」。
2005年，董荷斌转到比利时JB MotorSport车队，继续参加德国F3比赛。在新赛季的首个比赛周末里，董荷斌便获得一个冠军和一个季军，而在第二周的比赛中又以两个第4名的成绩暂时排在积分榜首位。其后两个周末的四场比赛中，由于赛车的种种原因，董荷斌均没能完成比赛，而在第5和第6个比赛周末的比赛中，董荷斌又两次登上领奖台，最终取得年度第3名。同年6月，他参加了万宝路F3大师赛，以第16名的成绩完赛，与排位成绩相比上升了8个位次。而同年8月，他代表威廉姆斯车队在荷兰鹿特丹的一场活动中驾驶了威廉姆斯FW26赛车。
2006年，董荷斌连续第三个赛季參加德國F3賽事，并于该年度比赛中提早一回合取得年度總冠軍，共取得9场胜利，4个杆位及5个最快圈速。同年12月，他还测试了雷诺方程式3.5赛车。
2006年冬季，董荷斌加入中國A1賽車隊，代表中國队參加2006-07赛季的A1GP汽車大獎賽，並在澳大利亚站為中國隊奪得賽車歷史上第一個國際賽事的獎項--澳洲站正赛季軍。但由於要準備2007年GP2比赛的關係，董荷斌未能在中国站出赛，他的位置由程丛夫暂时替代。

### 参加GP2赛事，F1试车手及短暂转战印地赛车（2007-2011）

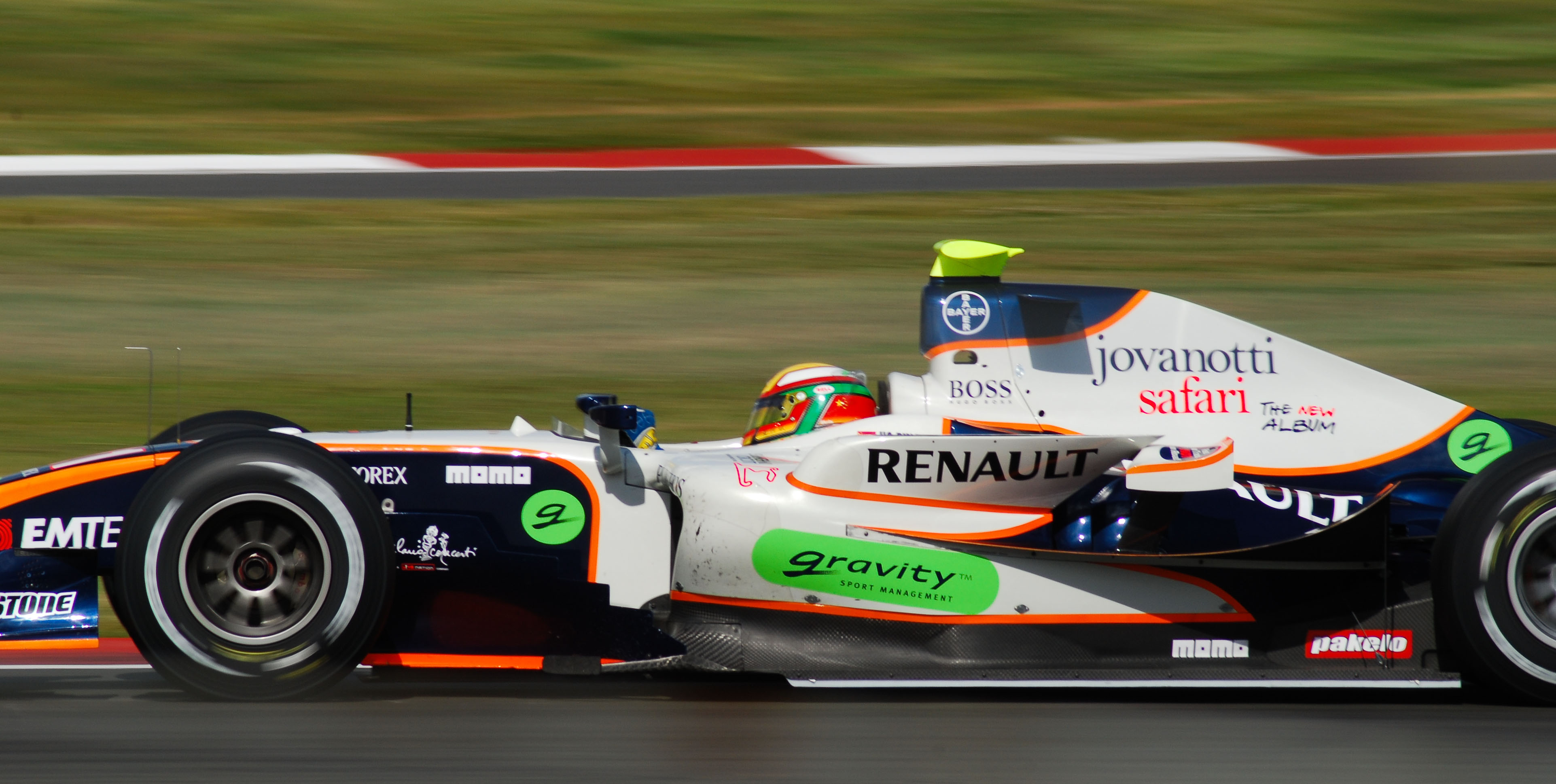
为三叉戟车队在2008年GP2英国站出赛的董荷斌

2007年，董荷斌转投BCN車隊，并參加2007年GP2赛事，先后与日本車手山本左近，芬蘭車手Markus Niemelä和Henri Karjalainen搭档。他在比利時站的冲刺賽和正賽分別取得第四和第八，成为GP2賽事中首名取得積分的华裔車手，也为BCN車隊拿到了該賽季所有的4个積分。同年10月，董荷斌受宝马索伯车队的邀请，在上海进行了一次路演，也成为该赛季宝马索伯车队的测试车手。
2008年，董荷斌加盟三叉戟車隊，並同時參與冬季的GP2亚洲系列赛和夏季的GP2赛事，成為首批參加一年雙賽季的GP2車手，也在该年度的GP2摩纳哥站冲刺赛上排名第2，取得他在GP2赛事的首个领奖台。该年度董荷斌以7分排在年度第18位。各种表现使得一級方程式的掌舵人伯尼曾經預言“董荷斌將於2009年加入F1”。
2009年，董荷斌转到超级联赛方程式赛事，在赛季首三场比赛代表马德里竞技车队出赛，最后三场比赛代表加拉塔萨雷车队出赛，并为加拉塔萨雷车队赢得赛季最后一站比赛。同年12月2日－3日，董荷斌在F1的青年车手测试上代表雷诺F1车队完成了两天测试。
2010年1月31日，雷诺车队宣布董荷斌成为车队第三车手，并在同年回归GP2赛事，代表DAMS車隊出赛。而同年6月，国际汽联也特批给予董荷斌一张有效期4场比赛的临时超级驾照，以便其参与F1比赛。在匈牙利站的比赛中，董荷斌与朱尔斯·比安奇在第一圈相撞，导致腰椎出现轻微的挫伤，他在GP2赛事的席位被罗曼·格罗斯让替代，直到赛季收官战才以替补车手身份重回GP2赛场，但他在雷诺车队的第三车手席位未受影响。该年11月23日，董荷斌应FAZZT车队和Bowers & Wilkins公司的邀请前往美国佛罗里达，在赛百灵国际赛道完成了为期2天的印地赛车测试，这是华裔车手首次完成印地赛车的试车工作，也是首次有持中国赛照的车手驾驶印地赛车。
2011年1月，由雷诺车队更名而来的路特斯车队宣布董荷斌将继续为车队担任测试车手。而同年5月，董荷斌前往美国，代表潘世奇龙之队参加印第安纳波利斯500赛事，却在排位赛发生事故，没能参加正赛。同年8月，他在索诺玛站比赛上完成了印地赛车生涯首秀。

### 回归亚洲，初涉原型车赛场（2012-2015）
2012年至2015年，董荷斌回归亚洲赛场，与保时捷合作，并参加亚洲保时捷卡雷拉杯比赛。转战该赛事的首年，他便取得年度總排名第5的表現，2013年也同樣保持著年度第5的成績並且數度登上頒獎臺。
2013年，董荷斌首次参加勒芒24小时耐力赛LMP2组别的比赛，但未能完赛。
2014年，董荷斌与OAK Racing合作，参加亚洲勒芒系列赛的比赛；而在同年的勒芒24小时耐力赛上，他同样与OAK Racing合作参赛，并首度在勒芒完赛；同时，他也在2014-15赛季电动方程式比赛中为中国车队（蔚来333车队前身）出赛部分分站的比赛。

### 转战原型车赛场（2016-）

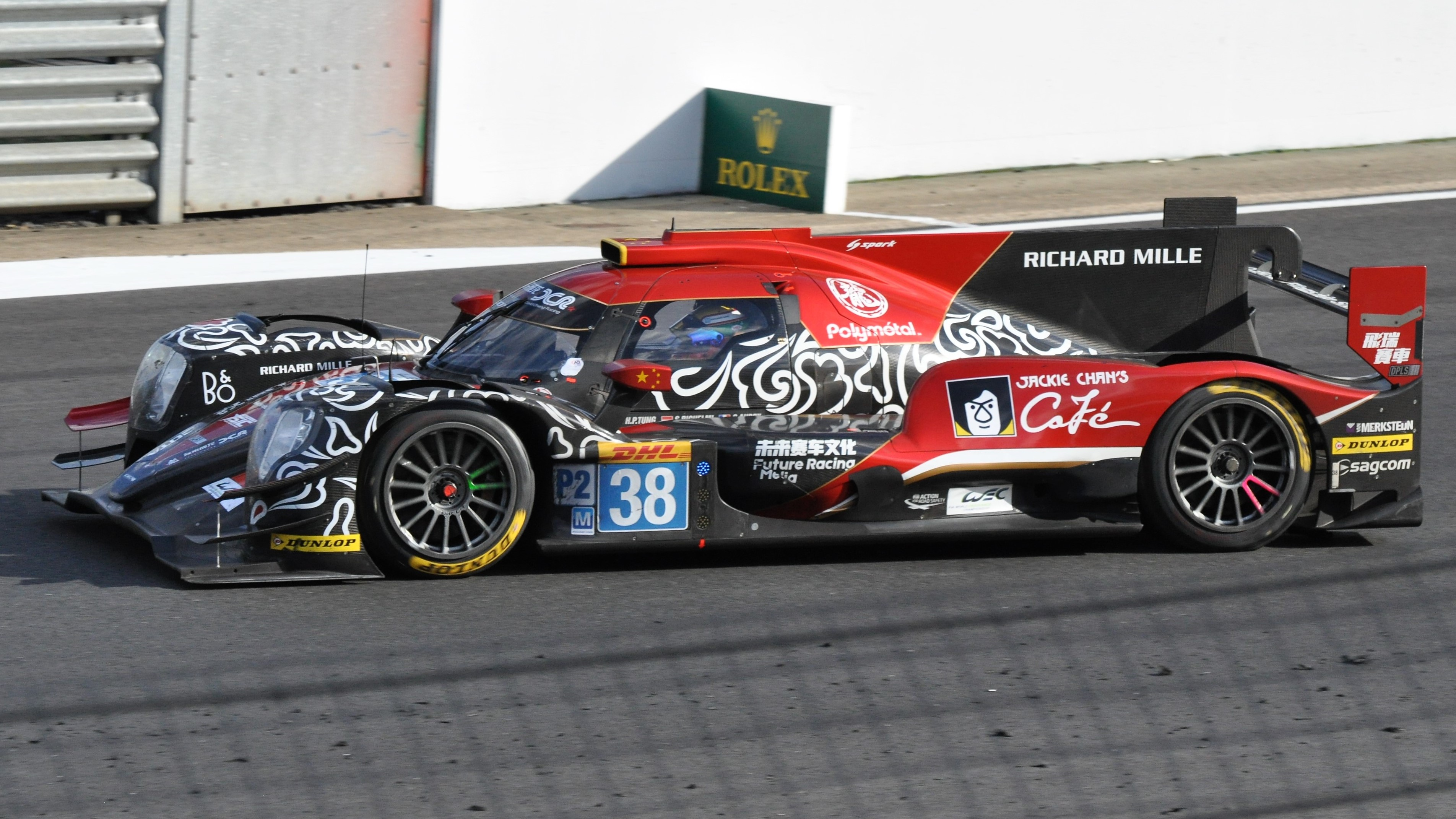
在2018年银石6小时耐力赛上驾驶耀莱成龙DC车队38号赛车的董荷斌

董荷斌与程飞在2014年起的合作奠定了二人未来深入合作的基础。2015年程飞创立DC车队时，董荷斌作为其前队友也一同加盟，并于2015年赢得亚洲勒芒系列赛车队冠军，同时获得2016年勒芒24小时耐力赛的参赛资格。
2016年，DC车队由董荷斌创立的极赋体育与中国华信和八喜合作出资及赞助，以阿尔派·八喜DC车队（Baxi DC Racing Alpine）名义征战世界耐力锦标赛LMP2组别，并与Signature车队合作，派出一台阿尔派A460赛车（Oreca 05赛车的套牌版本）参赛。车队在该赛季的比赛中保持着良好的得分节奏，而董荷斌最终在车手积分榜上排名第13位。
2017年世界耐力锦标赛上，DC车队结束了与Signature车队的合作，改为与Jota车队合作，并更名为耀莱成龙DC车队。董荷斌继续留在车队，并与托马斯·劳伦特及奥利弗·贾维斯共同驾驶38号赛车。该年度的勒芒24小时耐力赛中，38号赛车抓住多台LMP1赛车接连出现问题的机会上升到全场第一位，成为勒芒24小时耐力赛历史上第一台领跑全场的LMP2组别赛车，董荷斌也成为第一位驾驶LMP2组别赛车领跑勒芒24小时全场的车手。虽然在比赛的最后一小时中，38号赛车被保时捷车队的2号赛车超越，但其还是取得了全场第2位及组别第一位的好成绩，这也是来自中国的车队第一次在勒芒24小时耐力赛上取得组别胜利。
2018-2019年的WEC“超级赛季”中，董荷斌搭档法国车手加布里埃尔·奥布瑞及摩纳哥车手斯蒂芬·里切尔米，共同驾驶耀莱成龙DC车队的38号赛车，在2018年的斯帕6小时赛、银石6小时赛及上海6小时赛上夺得组别胜利，又在2018年富士6小时赛和2019年勒芒24小时赛两次登上组别领奖台，最终以166分排名年度第二位。
2019-2020赛季的WEC“超级赛季”中，由于Jota Sport基于商业运营原因，决定自行运营以固特异轮胎特别涂装参赛的38号赛车，成龙DC车队只派出37号一台赛车参加全年度比赛，由董荷斌与加布里埃尔·奥布瑞及威尔·史蒂文斯搭档驾驶，该年度车队只在收官战2020年巴林8小时赛中获得一场组别冠军，同时登上4次领奖台，最终以年度第3的总成绩完成该赛季。而在2020年勒芒24小时耐力赛的比赛中，37号车组一度在组别领先，却因在赛车因故障停在赛道时接受车队人员援助而被取消成绩。
在董荷斌担任耀莱成龙DC车队车手的同时，2018年他还出任了电动方程式松下捷豹车队的预备以及发展车手。

## 参赛成绩

### 卡丁车
1997年参加俱乐部比赛；1998年~2000年参加国家/国际卡丁车比赛
1997年：俱乐部杯亚军

1998年：俱乐部杯冠军

1999年：Dutch Championship ICA亚军/Dutch Trophy Championship ICA冠军

2000年：Dutch Championship ICA季军

### 方程式赛车
- 2001-2002 Dutch & Benelux 锦标赛总成绩第4名
- 2003年：宝马亚洲方程式冠军
- 2004年：德国雷卡罗杯F3总成绩第7名/澳门格兰披治大赛车—F3第16名
- 2005年：德国雷卡罗杯F3总成绩（暂列）第5名/万宝路F3大师赛第16名
- 2006年：德國F3年度總冠軍
- 2007年：A1GP汽車大獎賽澳洲站長途賽季軍(中國隊)

### 世界耐力锦标赛成绩
| 年份    | 队伍                | 组别 | 底盘        | 车号 | 分站成绩 | 分站成绩 | 分站成绩 | 分站成绩 | 分站成绩 | 分站成绩 | 分站成绩 | 分站成绩 | 分站成绩 | 积分 | 排名 |
| ------- | ------------------- | ---- | ----------- | ---- | -------- | -------- | -------- | -------- | -------- | -------- | -------- | -------- | -------- | ---- | ---- |
| 2016    | 中国华信-八喜DC车队 | LMP2 | Alpine A460 | 35   | 英国     | 比利时   | 法國     | 德国     | 墨西哥   | 美国     | 日本     | 中国     | 巴林     | 40   | 第13 |
| 2016    | 中国华信-八喜DC车队 | LMP2 | Alpine A460 | 35   | 7        | Ret      | Ret      | 7        | 5        | 8        | 9        | 8        | 6        | 40   | 第13 |
| 2017    | 耀莱成龙DC车队      | LMP2 | Oreca 07    | 38   | 英国     | 比利时   | 法國     | 德国     | 墨西哥   | 美国     | 日本     | 中国     | 巴林     | 175  | 亚军 |
| 2017    | 耀莱成龙DC车队      | LMP2 | Oreca 07    | 38   | 1        | 3        | 1        | 1        | 9        | 4        | 3        | 4        | 2        | 175  | 亚军 |
| 2018-19 | 耀莱成龙DC车队      | LMP2 | Oreca 07    | 38   | 比利时   | 法國     | 英国     | 日本     | 中国     | 美国     | 比利时   | 法國     |          | 166  | 亚军 |
| 2018-19 | 耀莱成龙DC车队      | LMP2 | Oreca 07    | 38   | 1        | 4        | 1        | 2        | 1        | 6        | 3        | 2        |          | 166  | 亚军 |
| 2019-20 | 耀莱成龙DC车队      | LMP2 | Oreca 07    | 37   | 英国     | 日本     | 中国     | 巴林     | 美国     | 比利时   | 法國     | 巴林     |          | 136  | 第5  |
| 2019-20 | 耀莱成龙DC车队      | LMP2 | Oreca 07    | 37   | 4        | 2        | 2        | 3        | 2        | 6        | DSQ      | 1        |          | 136  | 第5  |

### 勒芒24小时历年成绩
| 年份 | 车队                 | 车组其他成员                      | 车型             | 组别 | 圈数 | 全场排名 | 组别排名 |
| ---- | -------------------- | --------------------------------- | ---------------- | ---- | ---- | -------- | -------- |
| 2013 | KCMG车队             | 亚历山大·因佩拉托里 马修·豪森     | Morgan LMP2-日产 | LMP2 | 241  | 未完赛   | 未完赛   |
| 2014 | OAK Racing-Team Asia | 程飞 方骏宇                       | 利吉尔JS P2-本田 | LMP2 | 347  | 第11位   | 第7位    |
| 2015 | Pegasus Racing       | 程飞 里奥·鲁塞尔                  | Morgan LMP2-日产 | LMP2 | 334  | 第19位   | 第9位    |
| 2016 | 八喜DC车队-Alpine    | 程飞 纳尔逊·潘西亚蒂奇            | Alpine A460-日产 | LMP2 | 234  | 未完赛   | 未完赛   |
| 2017 | 耀莱成龙DC车队       | 托马斯·劳伦特 奥利弗·贾维斯       | Oreca 07-Gibson  | LMP2 | 366  | 第2      | 第1      |
| 2018 | 耀莱成龙DC车队       | 加布里埃尔·奥布瑞 斯蒂芬·里切尔米 | Oreca 07-Gibson  | LMP2 | 356  | 第10     | 第6      |
| 2019 | 耀莱成龙DC车队       | 加布里埃尔·奥布瑞 斯蒂芬·里切尔米 | Oreca 07-Gibson  | LMP2 | 367  | 第7      | 第2      |
| 2020 | 成龙DC车队           | 加布里埃尔·奥布瑞 威尔·史蒂文斯   | Oreca 07-Gibson  | LMP2 | 141  | 取消资格 | 取消资格 |

## 相关网站
- 董荷斌官方网站（中/英/荷） （页面存档备份，存于）
- 董荷斌出賽記錄 (Driver Database) （页面存档备份，存于）
- 董荷斌 (GP2) （页面存档备份，存于）